# Glättungsdrossel
Eine Glättungsdrossel ist in der Elektrotechnik eine Drossel, die zur Verringerung der Restwelligkeit bei einer Gleichrichterschaltung mit dem Lastwiderstand in Reihe geschaltet wird. Sie muss für Stromversorgungsanlagen mit Netzfrequenz (in Europa sind dies meist 50 Hz) einen Wert von mindestens 100 mH haben, um eine ausreichende Wirkung zu haben.